# Saint-Médard Rugby Club
Actualités
Le Saint-Médard Rugby Club est un club français de rugby à XV situé à Saint-Médard-en-Jalles en Gironde.
Son équipe première évolue en Fédérale 1 en 2023-2024.

## Histoire

### Débuts du club
L'Association sportive de Saint-Médard-en-Jalles, communément appelée ASSM, est fondée en 1905. Il s'agit alors d'un club de rugby qui deviendra omnisports en 1933.

### 1969 et 1972: montées en troisième puis en deuxième division
A l'issue de la saison 1968-1969, l'ASSM monte en troisième division nationale.
Lors de la saison 1969-1970, l'équipe se qualifie pour les phases finales mais échoue à monter en deuxième division en étant battue 15-6 par Lembeye sur terrain neutre à Gabarret.
Lors de la saison 1970-1971, l'équipe se qualifie à nouveau pour les phases finales mais échoue encore à monter en deuxième division en étant battue 8-0 par Sainte-Livrade sur terrain neutre à Sainte-Foy-la-Grande.
Lors de la saison 1971-1972, le club se qualifie une nouvelle fois pour les phases finales. Il lui suffit alors de gagner le premier tour éliminatoire, soit les 16e de finale, pour monter en deuxième division, ce que fait l'ASSM en battant Bizanos par 13 à 6, sur terrain neutre à Gabarret. L'équipe est battue au tour suivant à Aiguillon 21 à 10 par Rieumes, futur champion de la division.

### 1974: la montée en première division
Monté en seconde division en 1972, le club atteint son apogée en 1974 en accédant au plus haut niveau français, la première division. Pour ce faire, après s'être qualifié pour les phases finales, il fallait atteindre les quarts de finales. En 16e de finale, à Vierzon, l'ASSM bat Clamart par 6 à 0, puis en 8e de finale, pour le « match de la montée » à Poitiers, l'ASSM bat le club de la Police de Paris par 10 à 6. Par la suite, le club est battu en quart de finale par Salles à Libourne, sur le score de 29 à 12.

### Saison 1974-1975: l'apogée
Au cours de la saison 1974-1975, emmenée par son capitaine emblématique de l'époque, Ambroise Bagès, l'ASSM rencontre quelques-uns des plus grands noms du rugby français, tels le RC Narbonne, le Racing club de France ou encore le FC Lourdes. Lors de la première journée, l'équipe reçoit Narbonne et résiste très honorablement (12-25), à tel point que la victoire de Saint-Médard est annoncée par erreur lors de l'émission de télévision Stade 2 avant rectification[réf. nécessaire]. Quelques mois plus tard, Saint-Médard frôle l'exploit en recevant le Racing Club de France, lequel est sauvé in extremis par un exploit de son ailier international Jean-François Gourdon (13-17). Les matchs retours sont plus difficiles pour l'ASSM qui s'incline en particulier à Narbonne sur le score de 70 à 4. L'équipe obtient finalement deux victoires à domicile, contre Grenoble (6-3) et Montauban (19-17), et se contente de devancer le FC Grenoble à la différence de points encaissés.
L'ASSM évite néanmoins la relégation en seconde division du fait de la création du groupe B, second niveau de la première division qui passe alors de 64 à 80 équipes.

### Drame du 22 décembre 1974
Le dimanche 22 décembre 1974, l'ASSM reçoit l'une des plus prestigieuses équipes françaises, la Racing club de France, avec ses internationaux comme l'ouvreur Taffary ou l'ailier Gourdon. Les locaux frôlent d'ailleurs l'exploit, la décision étant emportée à la dernière minute par un essai (semble-t-il entaché d'un en-avant)[réf. nécessaire] de Jean-François Gourdon. Mais le plus important était ailleurs : au cours du match, un drame accidentel se produit : Georges Magendie, pilier du Racing de 25 ans, est gravement atteint aux vertèbres cervicales. Il est transporté en urgence à l’hôpital Pellegrin de Bordeaux où il décédera un mois plus tard, dans la nuit du 21 au 22 janvier 1975 . En fin de saison, un tournoi amical en hommage à Georges Magendie réunit les 8 équipes de la poule, à savoir Narbonne, Valence, Montauban, Grenoble, Lourdes, Le Creusot, et bien sûr l'ASSM et le Racing.

### 1975-1979: quatre années en première division, groupe B
L'ASSM reste en première division groupe B pendant quatre ans.
Créé en 1975, le groupe B, constitué de cinq poules de 8 équipes, fait bel et bien partie de la première division, puisque les sept meilleures équipes de la phase régulière sont qualifiées pour les 16e de finale avec les 25 meilleures équipes du groupe A.
Lors de la saison 1975-1976, l'ASSM affronte Roanne, Le Creusot, Mazamet, Mimizan, Dijon, Auch et Montceau.
Lors de la saison 1976-1977, l'ASSM réalise une belle performance en restant invaincue à domicile, battant Fleurance (12-6), Hendaye (9-6), Lyon (10-7), Coarraze Nay (13-6) ainsi que l'« ogre » de la poule Rodez (12-10), et en concédant deux matchs-nuls contre Langon (6-6) et Vichy (9-9).
Lors de la saison 1977-1978, l'ASSM affronte Saint-Jean-de-Luz, Millau, Prades, Vic-Bigorre, Carmaux, Castres et à nouveau Lyon.
Lors de la saison 1978-1979, l'ASSM rencontre Limoges, Albi, Arras, Bergerac, Carmaux, Castelnaudary, Mérignac, Nîmes et Saint-Claude, termine à la dernière place de la poule et est reléguée en deuxième division, refermant ainsi la décennie glorieuse du rugby à Saint-Médard-en-Jalles (1969-1979).

### Un retour surprise dans l'élite en 1983
Lors de la saison 1979-1980, pour son retour en deuxième division, l'ASSM se qualifie pour les phases finales, caressant l'espoir de retrouver l'élite. En 32e de finale, l'équipe bat l'US Garazi par 23-13 sur terrain neutre à Mimizan. Mais en 16e de finale, l'équipe est battue 7-3 par Mimizan sur terrain neutre à Rion-des-Landes et est donc maintenue en seconde division.
Lors de la saison 1980-1981, l'ASSM se qualifie à nouveau pour les phases finales mais est battue en 32e de finale par Argelès 43 à 25 le 13 avril 1981 
Lors de la saison 1981-82, l'équipe se qualifie encore pour les phases finales mais est à nouveau battue dès le premier tour par Lannemezan 13 à 9 
Après trois années d'éliminations précoces en phases finales, l'ASSM va surprendre en retrouvant la première division (groupe B). Une fois de plus qualifiée pour les phases finales, l'équipe bat d'abord Saint-Junien par 24 à 9 sur terrain neutre à Royan. En seizièmes de finale, le 24 avril 1983 à Gujan-Mestras, Saint-Médard partage le score 12 à 12 contre Morcenx mais se qualifie au nombre d'expulsés sur l'ensemble de la saison (2 contre 3). En huitièmes de finale, le 1er mai 1983 à Saint-Florent-sur-Cher, c'est comme en 1974 contre le club de la Police de Paris que se joue la montée. Saint-Médard l'emporte 18 à 15 et retrouve l'élite malgré la défaite (30 à 10) en quarts de finale contre Arras à Vierzon le 15 mai 1983. L'heureux entraîneur de l'équipe n'est autre qu'Ambroise Bagès qui était capitaine et maître à jouer (ouvreur) de l'équipe lors de la montée de 1974 et lors des années suivantes en première division.
Saint-Médard reste deux saisons en première division (groupe B).
Lors de la saison 1983-84, malgré quelques défaites cinglantes en poule, l'ASSM arrache la quatrième place, qualificative pour les phases finales, où elle est éliminée dès le premier tour par La Seyne 24 à 9 
Lors de la saison 1984-85, l'équipe termine avant dernière de sa poule et est reléguée en deuxième division, où elle reste quelques saisons avant de s'enfoncer pour un certain temps dans les divisions inférieures.

### Les «poudriers»
De même que leurs homologues footballeurs, les rugbymen de Saint-Médard-en-Jalles sont surnommés de longue date « les poudriers ». Ce surnom ne tient pas seulement à la présence historique à Saint-Médard de la « poudrerie royale » devenue en 1971 la Société nationale des poudres et des explosifs (SNPE). En effet, dans les années 60 et 70, nombre de sportifs sont réellement embauchés à la « poudrerie » ce qui se révèle un excellent moyen de recruter de bons joueurs.
C'est ainsi que dans l'édition 1978 de la parution annuelle Rugby publié par le groupe du journal L’Équipe, pas moins de 13 joueurs  de l'équipe première, sur 27, portent la mention « employé SNPE ». En ajoutant deux "employés SNIAS" (Société nationale industrielle aérospatiale) et un employé SEP" (Société européenne de propulsion), c'est une majorité des joueurs qui sont employés par l'industrie de l’aéronautique et principalement par la fameuse « poudrerie ».
Cet avantage indéniable pour les clubs de Saint-Médard a disparu depuis les années 1980 lorsque les entreprises de l'aéronautique ont été soumises à de brutales « restructurations » : il était devenu impensable d'embaucher des sportifs alors que des milliers de postes étaient supprimés. Pour autant, le surnom « poudriers » est resté, par exemple toujours utilisé dans les comptes-rendus de match du quotidien Sud-Ouest, ce qui permet d'éviter de répéter trop souvent le terme « les Saint médardais ».

### De nos jours
En 1998-1999, la section rugby de l'ASSM se sépare de la formation omnisports ASSM et prend le nom de Saint-Médard-en-Jalles rugby club (SMRC). Descendu jusqu'en division d'honneur, le SMRC remonte en Fédérale 3 en 2004, en Fédérale 2 en 2006, et en Fédérale 1 en 2009 où il se maintient trois ans, grâce toutefois à deux repêchages à la fin des saisons 2009-2010 et 2011-2012, avant d'être relégué en Fédérale 2 à l'issue de la saison 2012-2013.
Alors à nouveau en Fédérale 1, le SMRC est voué à jouer la phase de play-down pour éviter la relégation à l'issue de la saison 2017-2018 ; néanmoins, l'abandon du club de Limoges assure d'office le maintien du club girondin.
En décembre 2018, les instances de la DNACG notifient le SMRC d'une procédure de relégation administrative pour des raisons financières. Ce dernier accepte plus tard le plan de redressement proposé par la Fédération française de rugby, afin de garantir qu'il n'y aurait pas de sanction plus sévère qu'une relégation en Fédérale 2.
L'équipe reste en Fédérale 2 lors des saisons 2019-2020 et 2020-2021, puis remonte en Fédérale 1 pour la saison 2022-2023.
A la fin de la saison 2022-2023 en Fédérale 1, l'équipe termine 11e sur 12 de sa poule et est théoriquement reléguée en Fédérale 2, mais elle est ensuite repêchée en tant que meilleurs 11e à la suite de la défection de Rieumes. Ce repêchage permet à l'équipe de jouer en 2023-2024 en Fédérale 1 dans un stade totalement rénové en vue de la Coupe du monde qui verra les équipes nationales d'Irlande et du Chili venir s'entraîner à Saint-Médard.

## Identité visuelle

### Couleurs et maillots
Les couleurs du club sont le jaune et le noir, d'après les couleurs du Stade bordelais université club ayant parrainé l'association sportive de Saint-Médard à sa création.

### Logo
En 2022, un nouveau logo est adopté par le club.

Évolution du logo
Logo abandonné en 2022.
Logo instauré en 2022

## Palmarès
- Championnat de Côte d'Argent honneur :
  - Champion (1) : 1965
- Champion de France honneur :
  - Champion (1) : 2004

## Joueurs emblématiques
- Ambroise Bagès, capitaine lors de la montée en première division en 1974 et les années suivantes, puis entraineur à partir de 1980 et en particulier lors de la seconde montée en première division (groupe B) en 1983.
- Christophe Lamaison (2004-2006)
- Duncan Bell